# Oberrieden ZH
| ZH ist das Kürzel für den Kanton Zürich in der Schweiz. Es wird verwendet, um Verwechslungen mit anderen Einträgen des Namens Oberrieden zu vermeiden. |

Oberrieden (ehem. Obrendrieden) ist eine politische Gemeinde im Bezirk Horgen des Kantons Zürich in der Schweiz.

## Geographie
Oberrieden liegt auf mehreren Geländeterrassen am linken Ufer des Zürichsees mit dem volkstümlichen Namen "Pfnüselküschte", etwa 11 km südöstlich von Zürich. Die westliche Gemeindegrenze reicht über den Zimmerberg in das Sihltal hinunter, die östliche bis in die Mitte des Zürichsees. Die nördliche Nachbargemeinde ist Thalwil, die südliche der Bezirkshauptort Horgen.
Die Gemeindefläche beträgt 276 Hektaren, wovon 15 % Landwirtschaft, 42 % Wald, 14 % Verkehr und 27 % Siedlungen sind.

## Geschichte
- Die ältesten nachweisbaren Besiedlungsspuren kann man anhand von Holzresten, Silex-Werkzeug, tönernen Spinnwirteln, Steinbeilklingen und Keramikscherben bis ins 34./33. Jahrhundert vor Christus – die Jungsteinzeit – zurückverfolgen und Vergleiche zu Fundensembles ziehen, die typisch sind für die Horgener Zeit und in ähnlicher Form von Pfäffikon-Burg, Jona-Seegubel SG und Hünenberg-Chämleten ZG vorliegen.[6]
- 1620 wurde in Oberrieden die erste Schule gegründet.
- Nachdem sich bereits die Kirchgemeinde, die damals die vierte Wacht Horgens war, von Horgen getrennt hatte, wurde Oberrieden am 13. Mai 1773 auch eine politisch selbstständige Gemeinde.

Luftbild (1955)

## Wappen
Blasonierung
In Blau ein sechszackiger silberner Stern

## Bevölkerung
Oberrieden zählt 5071 Einwohner (2017), wobei der Ausländeranteil 21 % beträgt. In den letzten fünf Jahren stieg die Einwohnerzahl um 2,1 %.
19 % der Oberriedner Bevölkerung sind 0–19 Jahre alt. 57 % sind zwischen 20 und 64 Jahre alt und 24 % sind älter als 64 Jahre. In Oberrieden existieren 2294 Haushalte (2015).
| Jahr      | 1634 | 1750 | 1850 | 1900 | 1950 | 1960 | 1990 | 2010 |
| Einwohner | 246  | 690  | 832  | 1224 | 1987 | 1375 | 4985 | 4936 |

## Politik
- Gemeindepräsident ist Reto Wildeisen (FDP) (Stand März 2023).
- Bei den Nationalratswahlen 2023 betrugen die Wähleranteile in Oberrieden: SVP 25,67 % (+0,55), FDP 18,48 % (−3,08), SP 18,47 % (+3,35), glp 12,51 % (−1,27), Mitte 10,29 % (+3,66), Grüne 8,02 % (−3,63), EVP 2,90 % (−0,12), EDU 0,54 (−0,15).[7]

## Öffentlicher Verkehr
Es führen zwei Bahnstrecken durch das Gemeindegebiet, die Linksufrige Zürichseebahn und die Bahnstrecke Thalwil–Zug, weshalb die Gemeinde über zwei Bahnhöfe verfügt.
Die Bahnstation Oberrieden Dorf wird von der S 24 Thayngen – Schaffhausen/Weinfelden – Winterthur – Zürich Flughafen – Zürich HB – Thalwil – Horgen Oberdorf – Zug  bedient. Am unteren Bahnhof hält die S 8 Winterthur – Wallisellen – Zürich HB – Thalwil – Pfäffikon SZ  sowie an Wochenenden im ZVV-Nachtnetz die SN8 Pfäffikon ZH – Wallisellen – Zürich HB – Thalwil – Lachen .
In der Hauptsaison (Juni bis September) bedient die Zürichsee-Schiffahrtsgesellschaft Oberrieden dreimal täglich in Richtung Rapperswil bzw. Zürich. Die Buslinien 145 und 136 der Zimmerberg Busbetriebe fahren zusammen sechs Bushaltestellen auf dem Gemeindegebiet an.

## Sehenswürdigkeiten
- Das älteste Haus Oberriedens wurde 1294 erbaut und steht heute unter Denkmalschutz.
- Ein weiterer historischer Bau ist der alte «Spycher im Länz», der 1553 erbaut wurde und heute der Gemeinde gehört.
- 1761 wurde von Hans Ulrich Grubenmann die reformierte Kirche Oberrieden erbaut.
- Neben dem 1798 erbauten Haus «Chrüzbüel» steht seit 1988 die als Rotunde errichtete römisch-katholische Kirche Heilig Chrüz.
- Zwei Prestigebauten Oberriedens sind die beiden Villen «Schönfels» und «Sonnenbühl».
- Ein historisch signifikanter Industriebau ist die Flugzeugfabrik im «Usser Scheller», die von 1923 bis 1935 vom Piloten und Flugzeugbauer Alfred Comte betrieben wurde.
- Aussichtspunkte in der Gemeinde sind die «Frohe Aussicht», das «Laugerenried» und das «Aebnet», erreichbar über den Lottereteweg.

Als Veranstaltung bekannt geworden ist das alljährlich stattfindende «Open-air Oberrieden.»

## Bilder

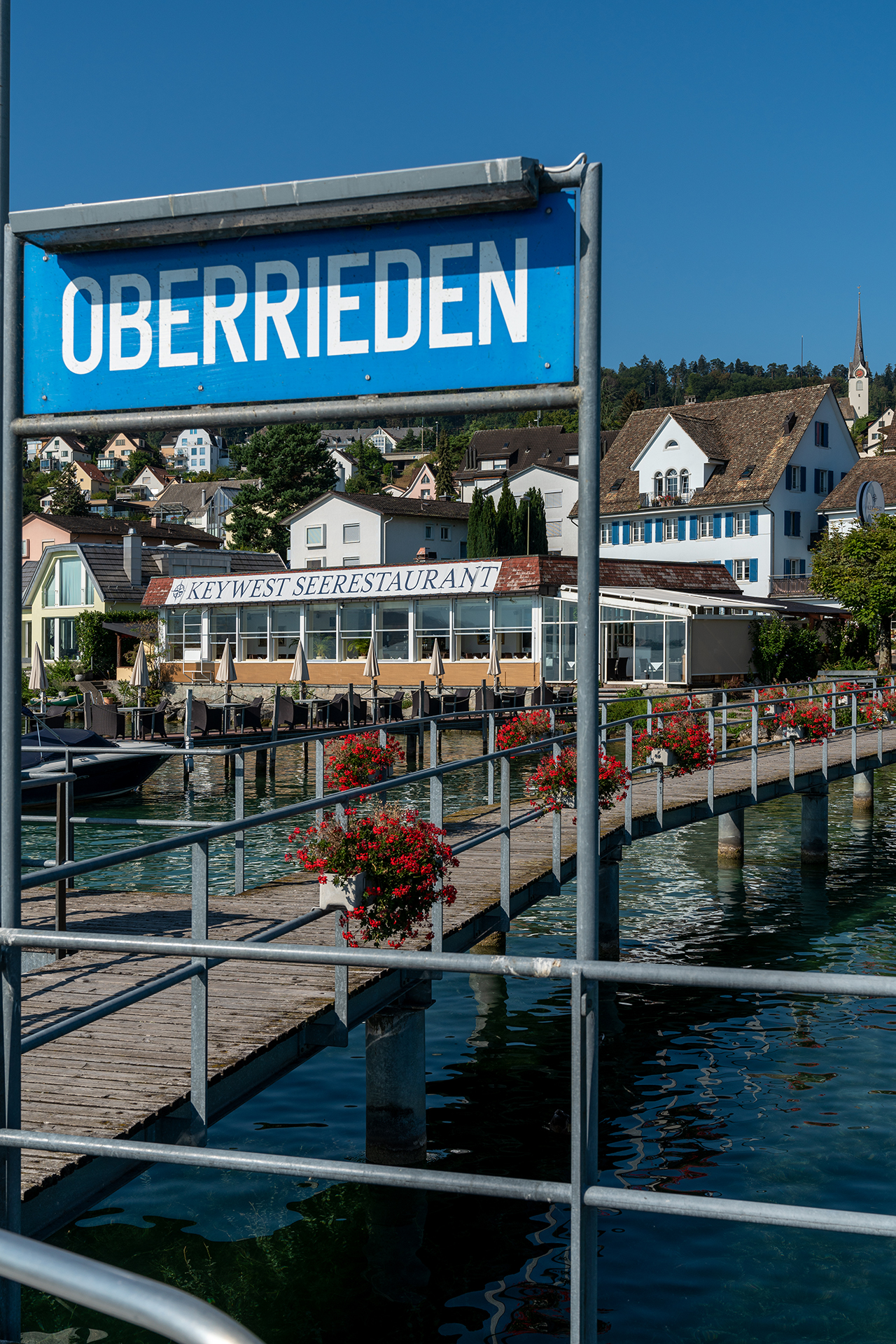
Schiffstation
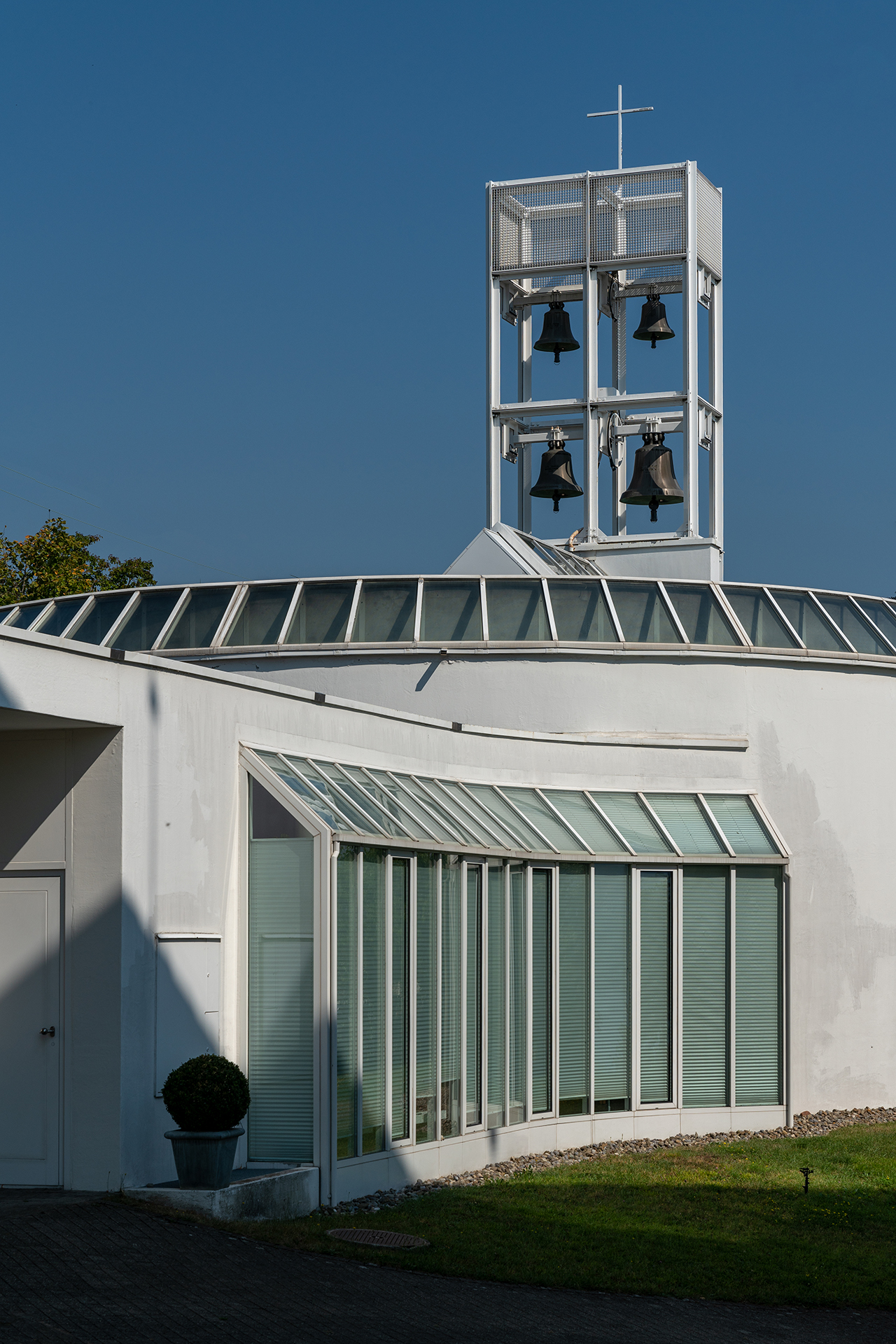
Römisch-katholische Kirche
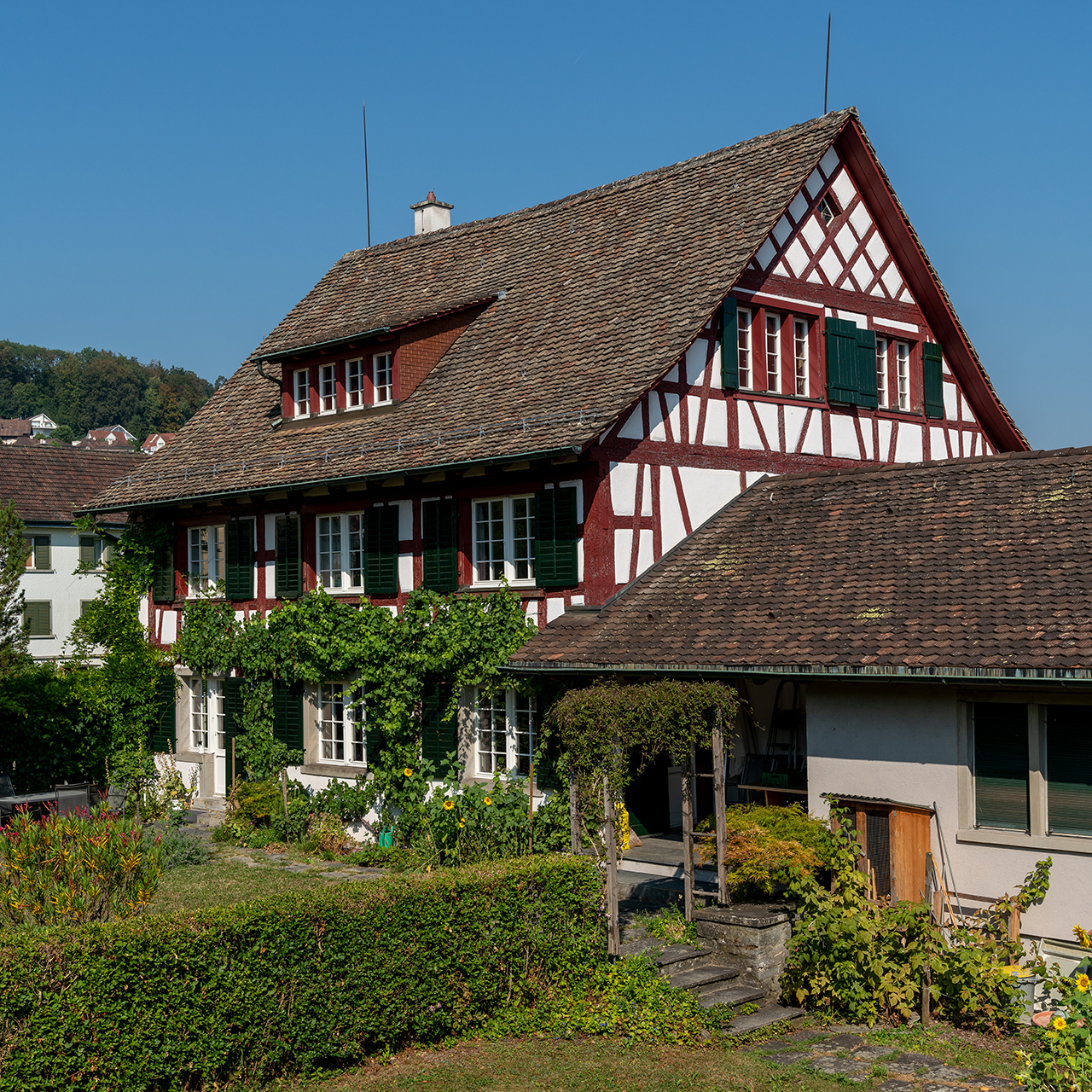
Reformiertes Pfarrhaus
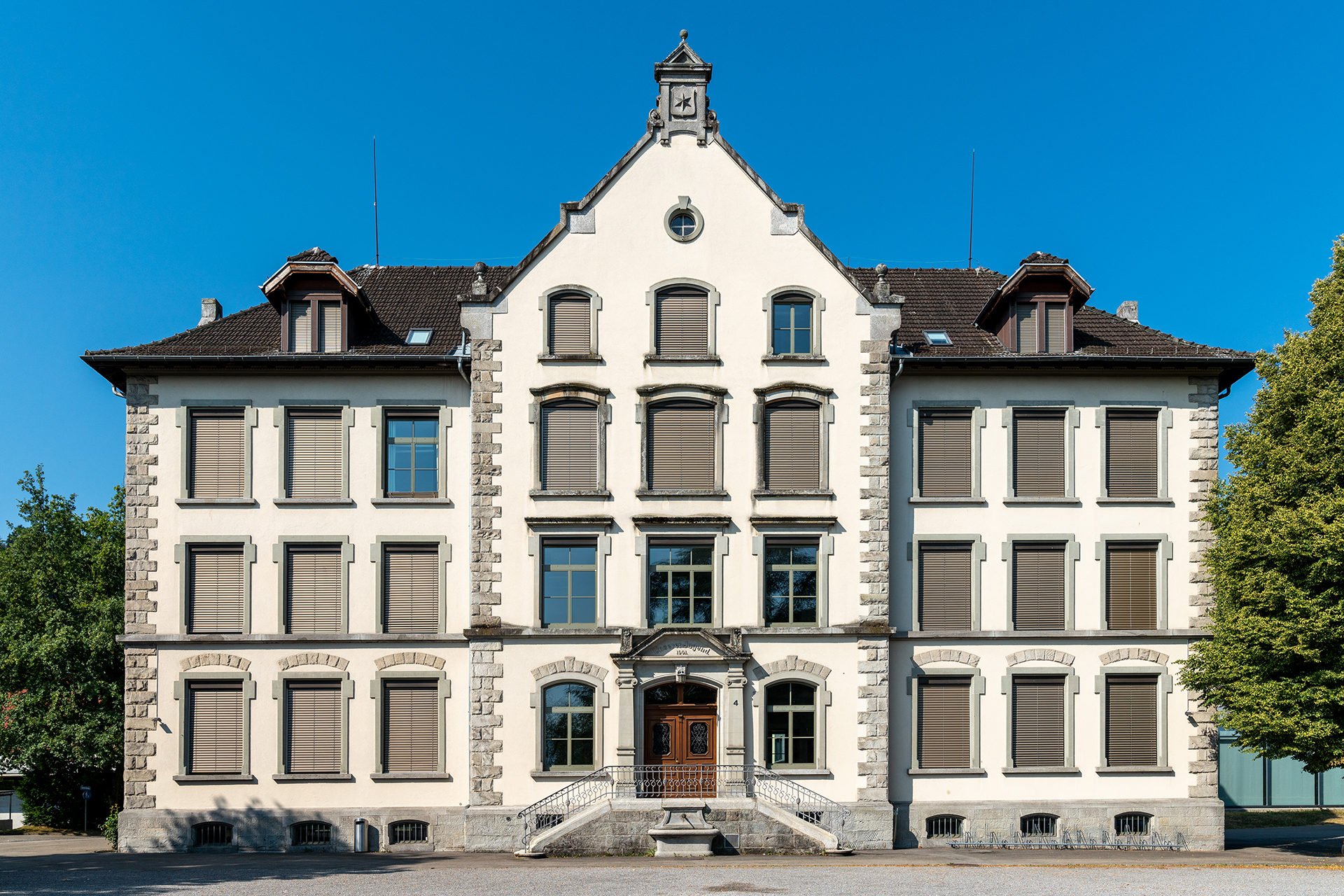
Sekundarschulhaus Kirchstrasse
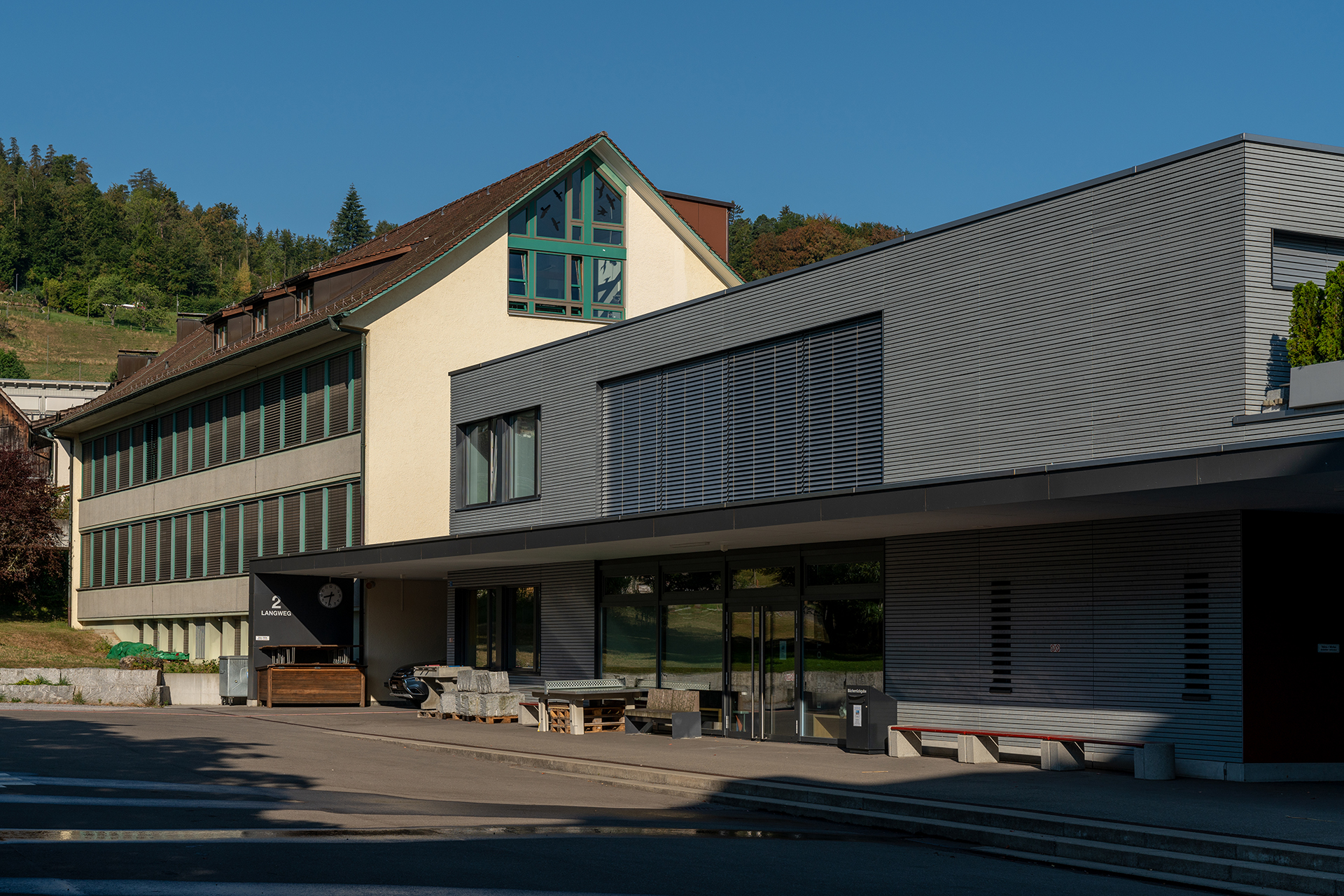
Sekundarschulhaus Langweg
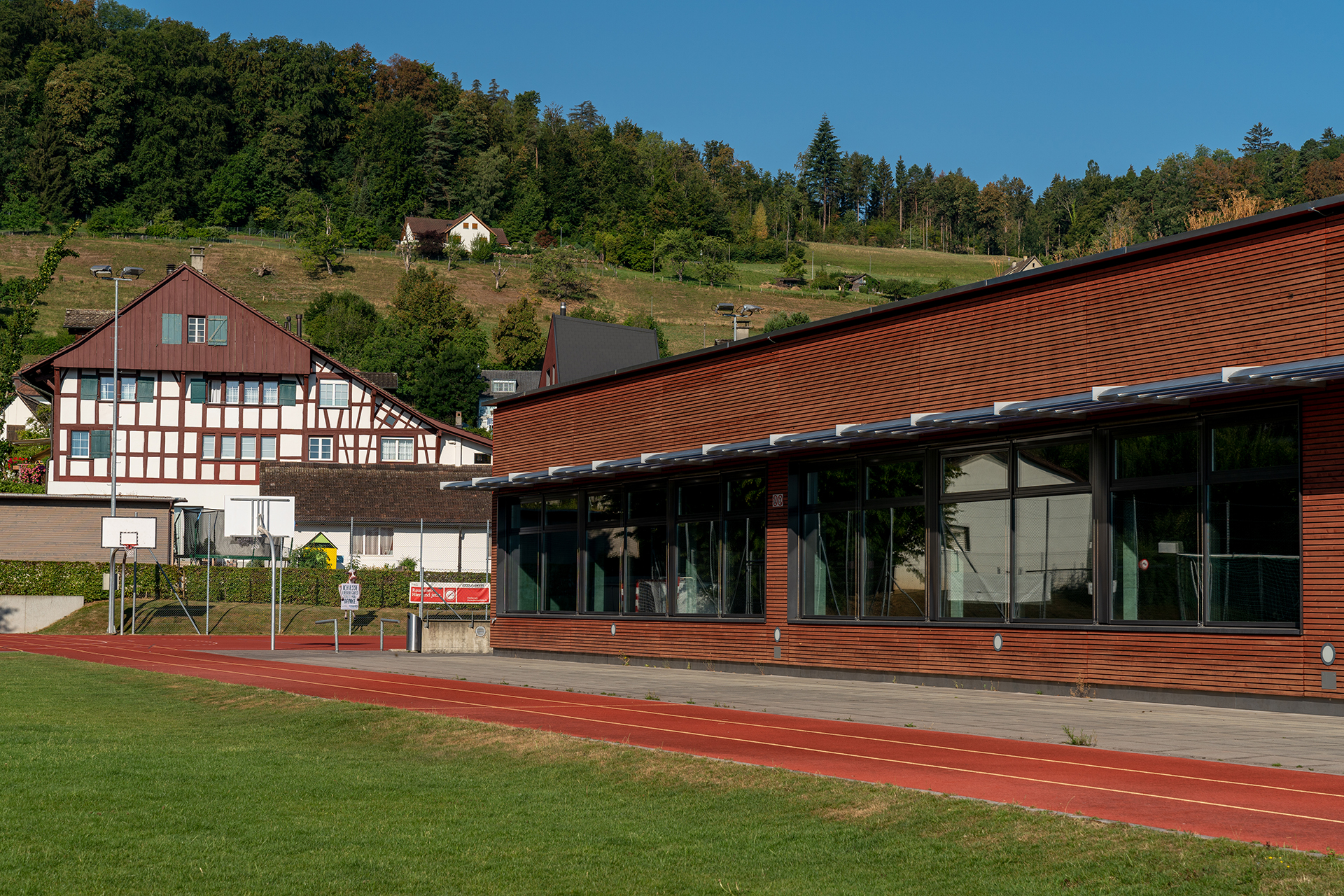
Sportanlage und Sporthalle Langfeld
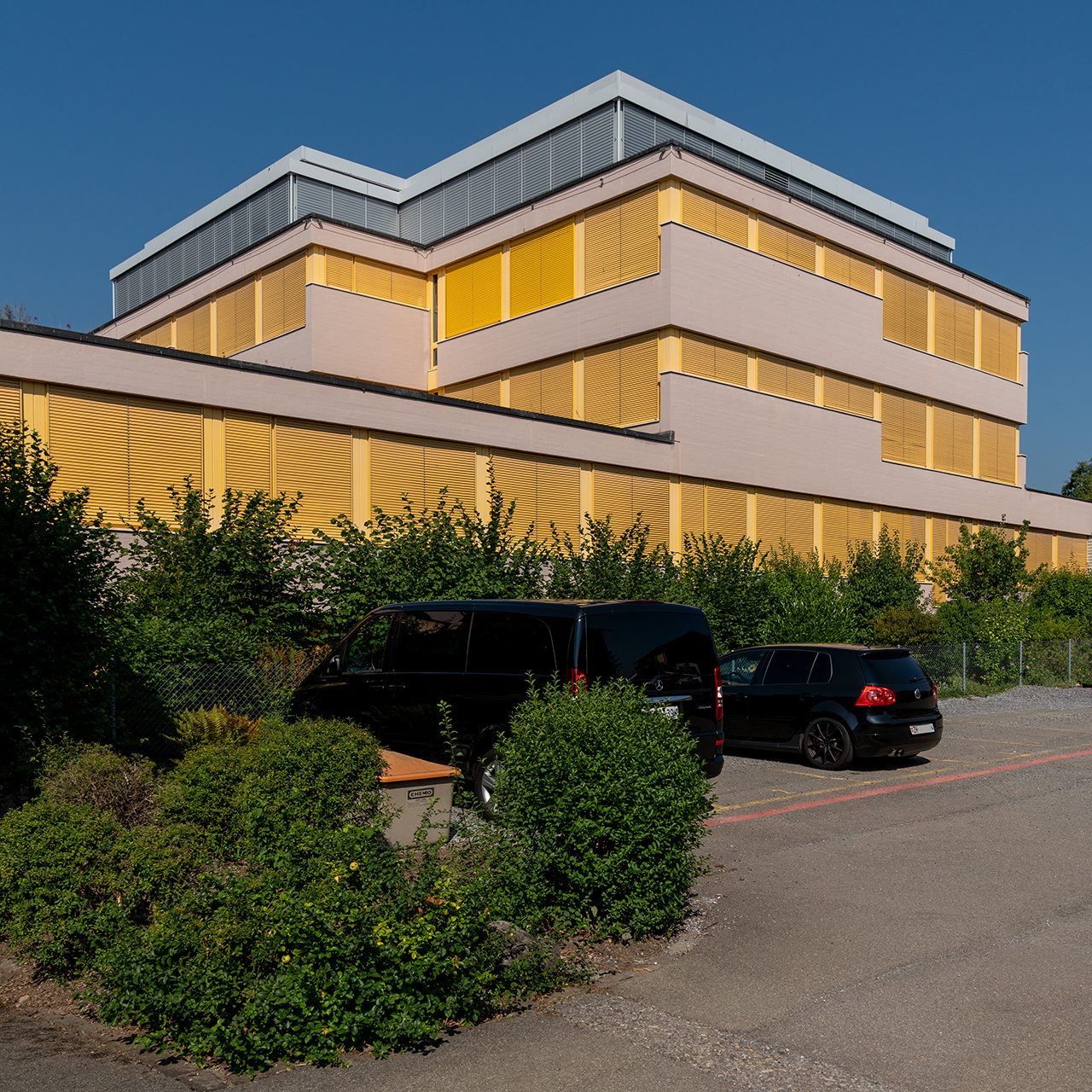
Primarschulhaus Pünt
Historisches Luftbild von 1919, aufgenommen von Walter Mittelholzer
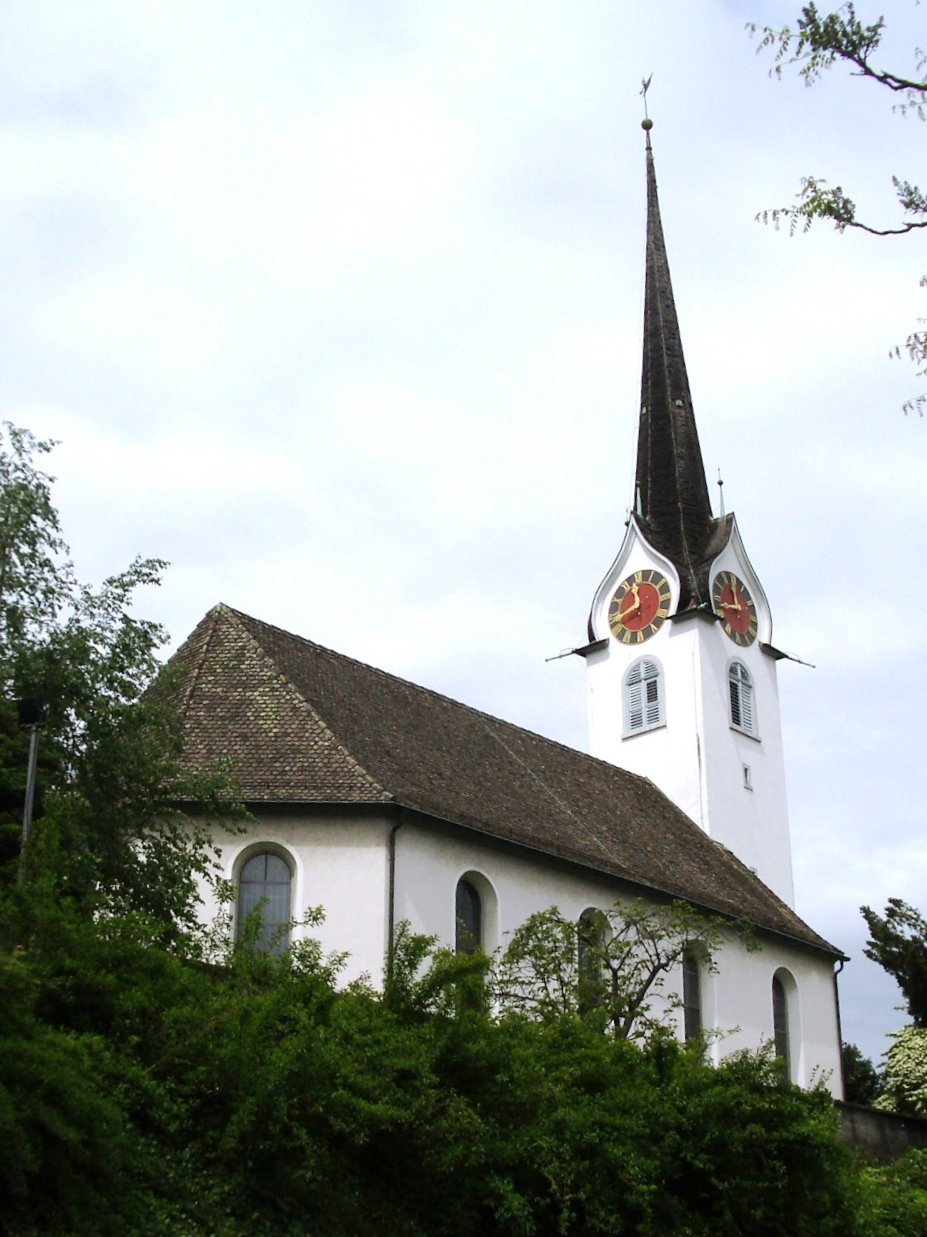
Reformierte Kirche
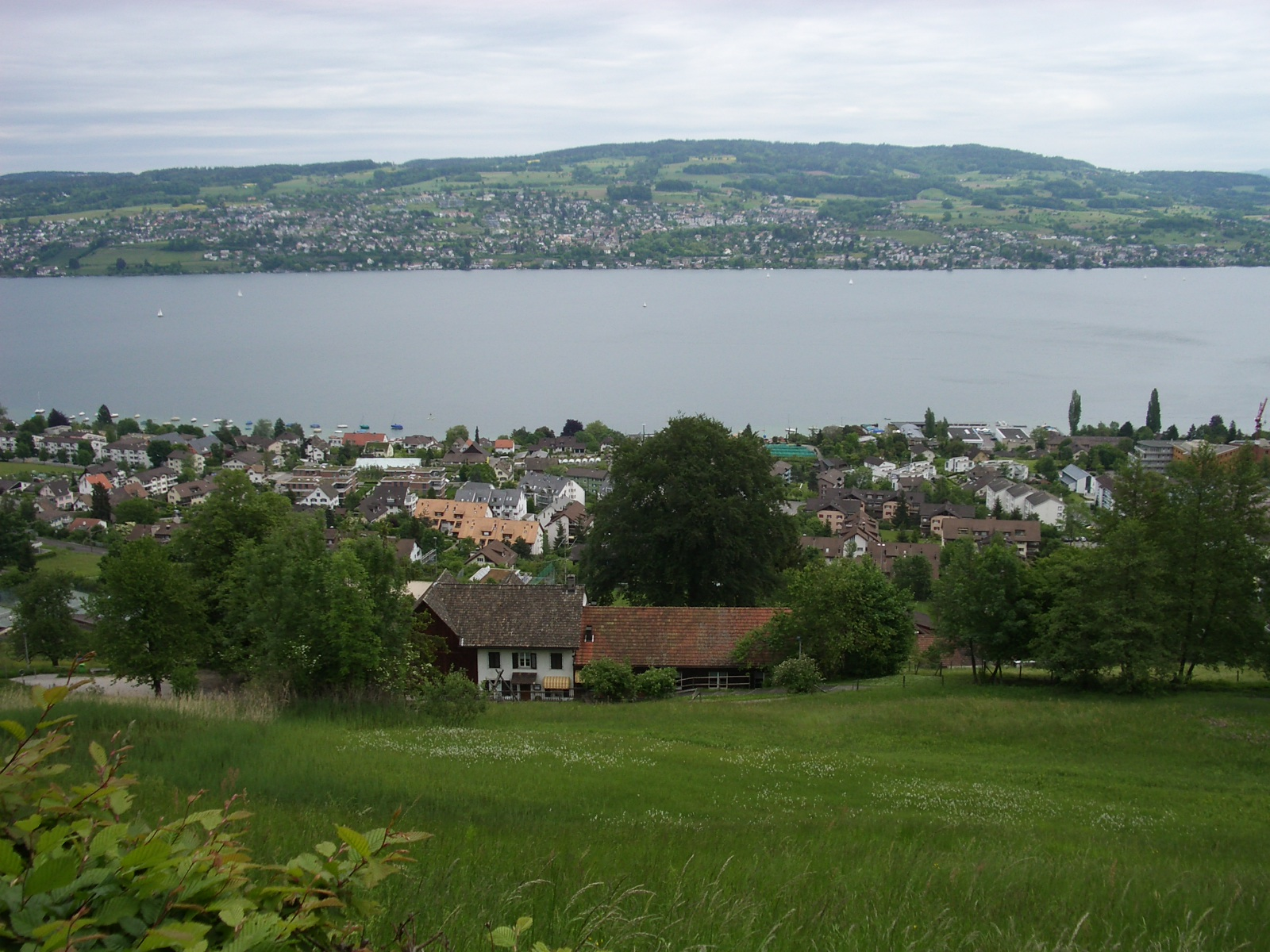
Blick vom Aussichtspunkt Aebnet auf den Pfannenstil; unten Restaurant zur Frohen Aussicht, ehemals Lotterete

## Persönlichkeiten
- John Brack (1950–2006), Schweizer Countrymusiker
- Alfred Comte (1895–1965), Flugpionier und Flugzeugbauer, betrieb eine Flugzeugfabrik in Oberrieden
- Max Dünki (1932–2011), Politiker (EVP, Nationalrat 1983–1999), Gemeindeschreiber, wohnte in Oberrieden
- Maria Fierz (1878–1956), Förderin der Frauenrechte
- Hannes Gruber (1928–2016), Kunstmaler
- Steff Gruber (* 1953), Filmemacher, Fotograf, Autor, Internetpionier
- Gerold Hilty (1927–2014), Romanist, Sprachwissenschaftler
- Theo Hotz (1928–2018), Architekt, geboren in Oberrieden
- Heiri Leuthold (1967–2009), Sozialgeograph
- Fritz Peter (1925–1994), Sänger
- Hans H. Staub (1908–1980), Atomphysiker, heimatberechtigt in Oberrieden
- Peter Surava (1912–1995), Journalist, verstorben in Oberrieden
- Dominique Rinderknecht (* 1989), Miss Schweiz 2013, Model
- Lea Ammann (* 2002), Leichtathletin